# Štefana
Štefana je  žensko osebno ime.

## Izvor imena
Ime Štefana je različica imena Štefanija

## Pogostost imena
Po podatkih Statističnega urada Republike Slovenije je bilo na dan 31. decembra 2007 v Sloveniji število ženskih oseb z imenom Štefana: 38. Med vsemi ženskimi imeni pa je ime Štefana po pogostosti uporabe uvrščeno na 1.004. mesto.

## Osebni praznik
V koledarju je ime Štefana skupaj z imenom Štefan; god praznuje 16. avgusta ali pa 26. decembra.